# Ураган (фильм, 1999)
«Ураган» (англ. The Hurricane) — кинофильм режиссёра Нормана Джуисона, вышедший на экраны в 1999 году. Лента основана на автобиографии афроамериканского боксёра Рубина Картера, отсидевшего 19 лет в тюрьме за преступление, которого не совершал, а также на документальной книге Сэма Чейтона и Терри Свинтона. В главной роли — Дензел Вашингтон, удостоенный за своё перевоплощение Серебряного медведя Берлинского кинофестиваля и премии «Золотой глобус», а также номинаций на «Оскар» и награду Американской Гильдии киноактёров.

## Сюжет
Фильм рассказывает историю знаменитого темнокожего боксёра Рубина Картера по прозвищу «Ураган», который 20 декабря 1963 года разгромил чемпиона мира в среднем весе в первом же раунде. Однако в 1966 году он был обвинён в тройном убийстве и приговорён к пожизненному заключению. Как это произошло и действительно ли он виновен в преступлении? Биография Картера показана глазами юного Лесры Мартина, который в начале 1980-х годов читает книгу боксёра и решает во что бы то ни стало помочь ему добиться справедливости...

## В ролях
- Дензел Вашингтон — Рубин «Ураган» Картер
- Дебора Ангер — Лиза Питерс
- Вайселлос Рион Шэннон — Лесра Мартин[англ.]
- Лев Шрайбер — Сэм Чейтон
- Джон Ханна — Терри Суинтон
- Дэн Хедайя — детектив Делла Песка Патерсон
- Дебби Морган — Мэй Тельма
- Род Стайгер — судья Сарокин
- Клэнси Браун — лейтенант Джимми Уильямс
- Дэвид Пеймер — адвокат Майрон Бедлок
- Харрис Юлин — адвокат Леон Фридман
- Винсент Пасторе — Альфред Белло

## Достоверность
Фильм часто критикуется за недостоверность. Детектив Винсент Десимоне (на основе которого был создан персонаж Делла Песка) никогда не сталкивался с Картером до убийства 1966 года и умер задолго до освобождения боксёра. В юношеские годы Картер был осуждён за ряд грабежей, и нет сведений, что то дело было сфабриковано полицией. Чемпион мира Джои Джарделло, которому в фильме судьи подарили победу над Картером, в реальной жизни выиграл бой бесспорно. Он подал иск на кинокомпанию, и ему была выплачена компенсация в досудебном порядке.

## Награды и номинации
- 2000 — номинация на премию «Оскар» за лучшую мужскую роль (Дензел Вашингтон)
- 2000 — два приза Берлинского кинофестиваля: Серебряный медведь за лучшую мужскую роль (Дензел Вашингтон), приз Гильдии немецких артхаусных кинотеатров (Норман Джуисон), а также номинация на Золотого медведя (Норман Джуисон)
- 2000 — премия «Золотой глобус» за лучшую мужскую роль — драма (Дензел Вашингтон), а также две номинации: лучший фильм — драма, лучший режиссёр (Норман Джуисон)
- 2000 — номинация на премию «Спутник» за лучшую мужскую роль — драма (Дензел Вашингтон)
- 2000 — номинация на премию Гильдии киноактёров США за лучшую мужскую роль (Дензел Вашингтон)